# Gerhard Hardel
Gerhard Hardel (* 13. Juli 1912 in Bromberg; † 3. März 1984) war ein deutscher Schriftsteller. Er schrieb auch unter dem Pseudonym „Kolma Maier-Puschi“.

## Leben
Gerhard Hardel war der Sohn eines Lehrers. Vor Beendigung seiner Gymnasialzeit gelangte er auf ausgedehnten Wanderungen quer durch Europa und bis nach Nordafrika. 1933 holte er das Abitur auf der Schulfarm Insel Scharfenberg nach; anschließend studierte er bis 1937 Wirtschaftswissenschaften, Geschichte und Philosophie. Politisch sympathisierte Hardel zunächst mit dem „linken“ Nationalsozialismus Otto Strassers und wandte sich danach dem Kommunismus zu. Zusammen mit Dietfried Müller-Hegemann, seiner Frau Lilo und anderen gehörte er während seines Studiums an der Berliner Universität dem „Nationalpolitischen Arbeitskreis“ an, einer Tarnorganisation kommunistischer Studenten.
Nachdem er sein Studium mit dem Grad eines Diplom-Volkswirts abgeschlossen hatte, war er ab 1938 als Wirtschaftsberater tätig. Von 1941 bis 1944 nahm er als Soldat der Wehrmacht am Zweiten Weltkrieg teil. Nach Kriegsende arbeitete Hardel in verschiedenen Berufen, unter anderem als Buchhändler und Redakteur. Daneben begann er mit dem Schreiben eigener Texte. Seit den Fünfzigerjahren lebte er als freier Schriftsteller in Strausberg bei Berlin. Er war mit der Autorin Lilo Hardel verheiratet.
Gerhard Hardels literarisches Werk umfasst hauptsächlich vom sozialistischen Standpunkt aus geschriebene Kinder- und Jugendbücher. Neben spannenden Abenteuergeschichten stehen biografische
Romane über Karl Marx’ Ehefrau Jenny Marx („Jenny“) und über Friedrich Engels („Marie und ihr großer Bruder“).
Gerhard Hardel war seit 1953 Mitglied des Schriftstellerverbandes der DDR. 1966 erhielt er den Preis des Ministeriums für Kultur der DDR für Kinder- und Jugendliteratur, 1968 gemeinsam mit seiner Frau Lilo Hardel einen Nationalpreis der DDR sowie 1982 den Vaterländischen Verdienstorden in Bronze.

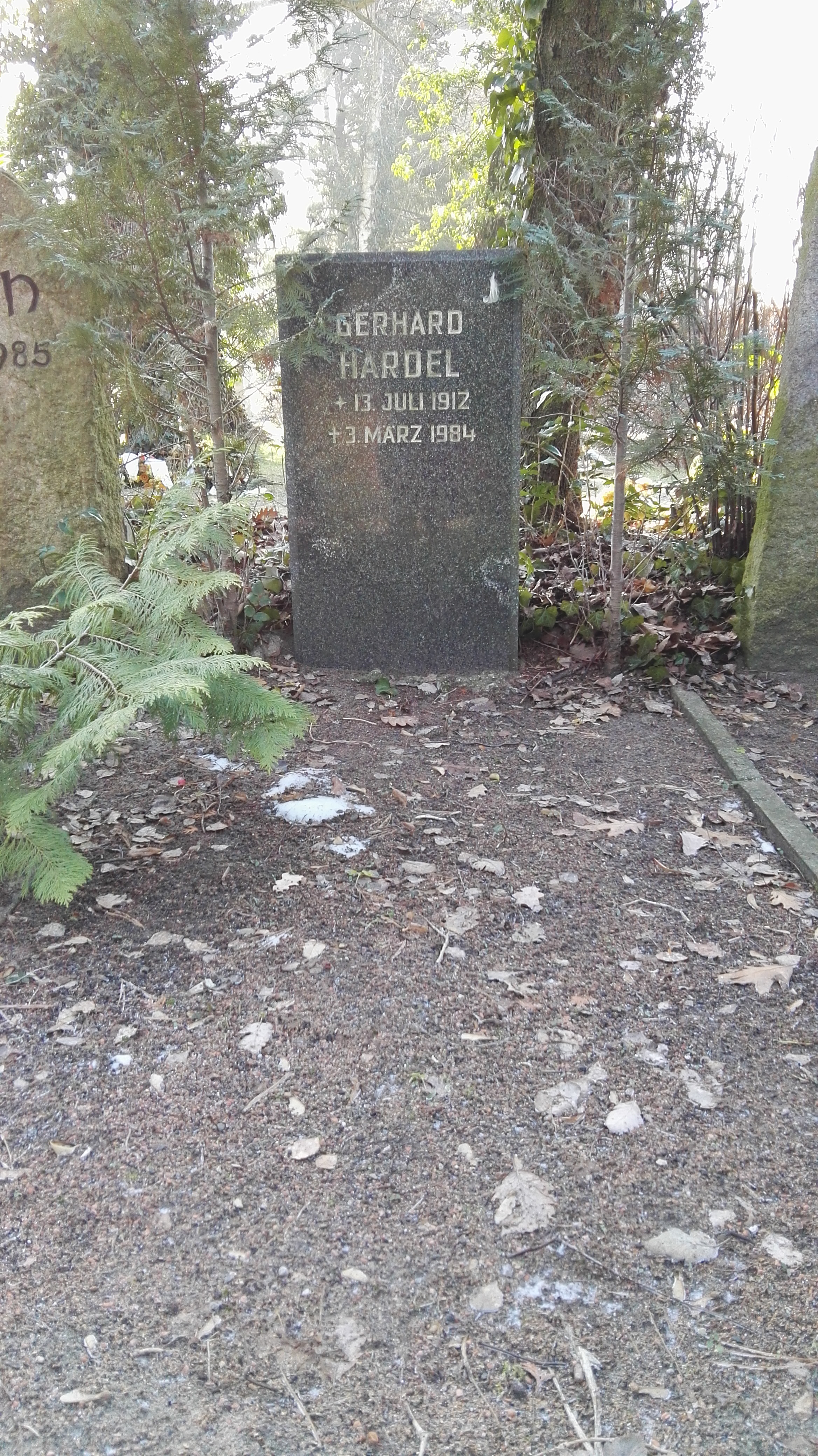
Grabstätte

Er ist in der Künstlerabteilung auf dem Zentralfriedhof Friedrichsfelde bestattet.

## Werke
- Wir bauen die schönsten Boote, Berlin 1951
- Eine kleine Sommerferienliebe, Berlin 1952 (Verfilmt 1955: Sommerliebe)
- Das Geheimnis des langen Lebens, Berlin 1953
- Um 7.30 platzt die Bombe, Berlin 1953
- Viola oder Verliebt in einen Stern, Berlin 1955
- Acht Tage Glück, Berlin 1956
- Das Mädchen von Simsdorf, Berlin 1957
- (Kolma Maier-Puschi:) Teepetepee oder Die Wunderzeit, Berlin 1957
- Jenny, Berlin 1961
- (Kolma Maier-Puschi:) Saalefahrt Berlin/DDR 1964
- Marie und ihr großer Bruder, Berlin 1964
- Mariannes Tagebuch, Berlin 1965
- Treffen mit Paolo, Berlin 1967
- Der Tod des Bischofs, Berlin 1968
- Das ungewöhnliche und merkenswerte Leben des Hannes Kraus aus Biebenhausen, Berlin 1973
- Hellas. Geschichten vom alten Griechenland, Berlin 1975
- Der letzte Ritter, Berlin 1979
- Rom. Aus der Geschichte der Stadt von Romulus bis Spartacus, Berlin 1984